# E!E
E!E je česká punk rocková kapela původem z Příbrami hrající od roku 1987.

## Historie
Kapela se zformovala koncem roku 1987 v Příbrami, kde většina jejích členů pracovala ve firmě ZTR RD Příbram. Inspirací pro vznik E!E (původně „Hudební kroužek E.E.“, či „H.K.E.E.“) se stala místní kapela Bon Pari (ta ovšem hrála spíše novou vlnu). Cílem E!E bylo od začátku provokovat a pobuřovat. I název proto měl znamenat něco odporného (citoslovce při znechucení). Původními členy byli Robert Kyselo (bicí), Vilda Řapek (basová kytara, zpěv), Petr „Bakča“ Bakalerov (kytara, zpěv) a Miroslav Bergerstein (akordeon, zpěv). Kyselo zároveň figuroval jako hlavní autor textů. Kapela poprvé koncertovala v létě roku 1988 v příbramské hospodě U Podařilů. Ve stejném roce po odchodu Řapka a Bergersteina na vojnu doplnil sestavu baskytarista Bořivoj „Bořek“ Řehoř. Místo však záhy přenechal Petru „Motlíku“ Mottlovi a od té doby se v kapele věnuje pouze zpěvu. Tou dobou také vyšla první kazeta pojmenovaná Obyčejní poserové jako parodie na album Obyčejní hrdinové kapely HNF. Ačkoliv toto album obsahovalo protikomunistické texty (Nevadí když neseženu co chci sehnat (...), ale co mi vadí, hodně mi to vadí, když nemůžu si dělat co chci, nemůžu hrát, nemůžu zpívat, nemůžu si číst, prostě nemůžu si dělat co chci (...), nemůžu si prostě říkat co chci) skupina nečelila oficiálním zákazům. Měla však problém zajistit si místo k vystupování. Několik koncertů tak odehrála pod záminkou imaginární svatby či oslavy narozenin.
Ze zakládajících členů zůstal pouze Bakalerov, ostatní odešli po nahrání „Poserů“ a Kyselo po albu 0001. Bakalerov se na konci 80. let odstěhoval z Příbrami do Písku a na čas omezil vystupování. Zbylí členové proto přibrali kytaristu Ladislava Havlíka a kapela dál fungovala ve dvou sestavách – s Bakalerovem jako E!E a s Havlíkem jako Hilfe Schule, později už pouze jako E!E s oběma kytaristy. Havlíka v roce 1991 vystřídal Petr Stawarz z kapely Franta Mast. Sestava se definitivně ustálila roku 1992 po příchodu bubeníka Romana Vojtíška z téže kapely. Popularita skupiny postupně rostla. V roce 1996 hráli v pražské sportovní hale jako předskokani britských Sex Pistols. Po tomto kariérním vrcholu však došlo kvůli neshodám s manažerem a postupnému úbytku aktivit kapely k odchodu Řehoře, který se posléze věnoval podnikání a pořádání hudebních akcí. Bakalerov se tak stal jediným zpěvákem a kapela ve čtyřčlenné sestavě v roce 1998 vydala album Děláme co můžem. V roce 1999 s Řehořem natočili nové verze 26 skladeb z předchozích alb pod názvem Dvacet pe!ecek + bonus. Bylo to poslední album, které si skupina sama produkovala a vydala ať už samostatně, či pod hlavičkou E!E Records. Po vydání tohoto alba se Řehoř do E!E opět vrátil na stálo. V novém tisíciletí se tvůrčí rytmus skupiny výrazně zpomalil a vyšla pouze dvě studiová alba Lepší už to nebude (2006) a 2012 (2012). Podle Řehoře za tímto zvolněním stálo odstěhování členů do různých měst a omezený prostor na prezentování nových písní publiku, které na koncertech očekává především odehrání osvědčených skladeb.
15. prosince 2013 zemřel zakládající člen kapely Petr „Bakča“ Bakalerov. Vzpomínkové akce se bez nároku na honorář zúčastnilo několik spřízněných kapel (např. Visací zámek nebo Tři sestry). Rok po Bakalerově smrti o něm vznikl dokument Jako Indián ne!erad hulím sám. Jeho premiéře předcházel unplugged koncert zbylých členů kapely. Ta se rozhodla ve vystupování pokračovat ve čtyřčlenném složení s čestným hostem, druhým kytaristou Robinem Davídkem (ex Krucipüsk, Vitacit, Aleš Brichta Band, Doctor P.P.). 
V roce 2017 oslavila skupina 30 let své existence. Při té příležitosti vznikl také první nový materiál od roku 2012 a to singly Zlitej jsem jak hovado a Punkroll. Na 35. výročí v roce 2022 potom přichystali vydání nového alba Poslední me!enu, vinylovou reedici alba Deska z roku 1996 a koncert pod názvem 35 let E!E v domovské Příbrami ve společnosti kapel Totální Nasazení, Volant, The Fialky a S.P.S. Zde s E!E vystoupili jako hosté také zakládající člen skupiny Vilda Řapek a syn zesnulého Petra "Bakči" Bakalerova David.
Kapela je populární především díky pravidelnému živému vystupování. Již tradičně E!E zařazují do svého koncertního roku dvě turné s kapelami Tři sestry a S.P.S. Každoročně také pořádají v Příbrami vzpomínkový koncert pro Bakču.

## Charakteristika
Skupina E!E hraje punk, punk-rock. Mezi vzory patří skupiny The Clash, Ramones, Sex Pistols či The Exploited. Texty reagují na aktuální dění (např. Skins, Lochotín), partnerské vztahy (O ženách, Poslouchej, O lásce), život člověka pracujícího v továrně (ČKD, Práce, Dělník), nechybí ani témata politická (Míša, ABA-16-10, Náměstek). V repertoáru kapely se objevují také coververze například písně Chodím po Broadwayi (Číro), Král a Klaun od Karla Kryla (O Králi), Belfast od Boney M. (Víme), Homicide od kapely 999 (Humusák) či písně Should I Stay Or Should I Go od kapely The Clash (Kleš). Coververze jsou vždy opatřeny českým textem. Mezi největší hity kapely patří písně Poslouchej, Pogo, Humusák, Míša, Hovno a Nasraná.

## Diskografie
- Obyčejní poserové (1988)
- Cha cha na dvorku (1991)
- 0001 (1992)
- Poslouchej (1993)
- Mrtvák (1995)
- Mrtvák (1995) – DVD se záznamem koncertu Pod Lampou nahraného na CD Mrtvák
- Deska (1996)
- Děláme co můžem (1998)
- Dvacet pe!ecek (2000)
- Rock Kafe (2003)
- Gambrinus Tour (2005) – 2 DVD dokument z Gambrinus tour 2005
- Lepší už to nebude (2006)
- Praha Vagon Live (2008) – DVD se záznamem koncertu v klubu Vagon v Praze 13.2.2008
- Furt živjeE!E (2010) – DVD se záznamem živého vystoupení na Rockfestu v Březnici v září 2010
- 2012 (2012)
- E!E – Unplugged (2013) – DVD se záznamem unplugged koncertu z divadla Antonína Dvořáka v Příbrami 30.10.2010
- E!E 30 let (2017) - Dvojice singlů vydaných při příležitosti 30 let od založení skupiny
- Poslední me!enu (2022)

## Nynější sestava
- Bořivoj „Bořek“ Řehoř – zpěv
- Petr „Stawy“ Stawarz – kytara
- Petr „Motlík“ Mottl – baskytara
- Roman „Spejbl“ Vojtíšek – bicí
- Robin Davídek - kytara